# Positivo
Onder positivo wordt in de omgangstaal verstaan: iemand die eerder de mogelijkheden dan de gevaren, eerder de positieve, dan de negatieve kanten in mensen, zaken, of omstandigheden zal zien en benadrukken. Het neologisme is bedacht door Van Kooten en De Bie, die de "Positivo's" ten tonele voerden. De "Positivo's" waren twee typetjes, afkomstig uit Ridderkerk, die hun slechte levensstijl gebeterd hadden.
Als duo traden ze in 1982/'83 op als De Positivo's, waarin ze hun nieuwe positieve levenshouding, gebaseerd op hun bekering tot het christendom met muziek verkondigden. Dit gospelduo was een parodie op Gert en Hermien. Dit duo was verantwoordelijk voor het nummer 'Het wijnjaar nul' met welke positieve boodschap ze de hitlijsten wilden bestormen.
Het tegendeel van een positivo is een doemdenker (ook een neologisme van Van Kooten en De Bie).